# Locomotora elèctrica 280-004
La Locomotora elèctrica 281-004, Norte 1004 és una Locomotora fabricada per l'empresa CAF CEF SECHERON a Guipúscoa el 1929 i que es troba conservada actualment al Museu del Ferrocarril de Catalunya, amb el número de registre 00027 d'ençà que va ingressar el 1981, com una donació de la companyia Renfe.

## Història
Aquesta és la locomotora elèctrica que més temps es va mantenir en servei als ferrocarrils espanyols. Fou encarregada per l'Estat en electrificar-se la línia Ripoll-Puigcerdà, a causa del seu dificultós perfil. Calia reemplaçar la tracció vapor per noves locomotores adaptades a l'explotació d'una línia de muntanya. Per això, es va recórrer a l'experiència de la companyia francesa del Midi, que explotava una línia pirenaica similar. Hereves del model francès BB4000, foren dotades de fre reostàtic per atacar les rampes de fins a 45 mil·lèsimes existents a la línia.
Varen circular fins al 1982 remolcant tota classe de trens i, des d'aleshores, mercaderies i com màquines llevaneu fins al 1987, any de la seva baixa. Tot i que pertanyien al dipòsit de Barcelona-Vilanova -fins a la seva clausura el 1981- i després a Casa Antúnez, es trobaven normalment a la reserva de Ripoll. A més del seu recorregut inicial, també circularen entre Ripoll i Sant Joan de les Abadesses i, rarament, fins a Barcelona.

## Conservació
El seu estat de conservació és dolent.